# Катерина Санница

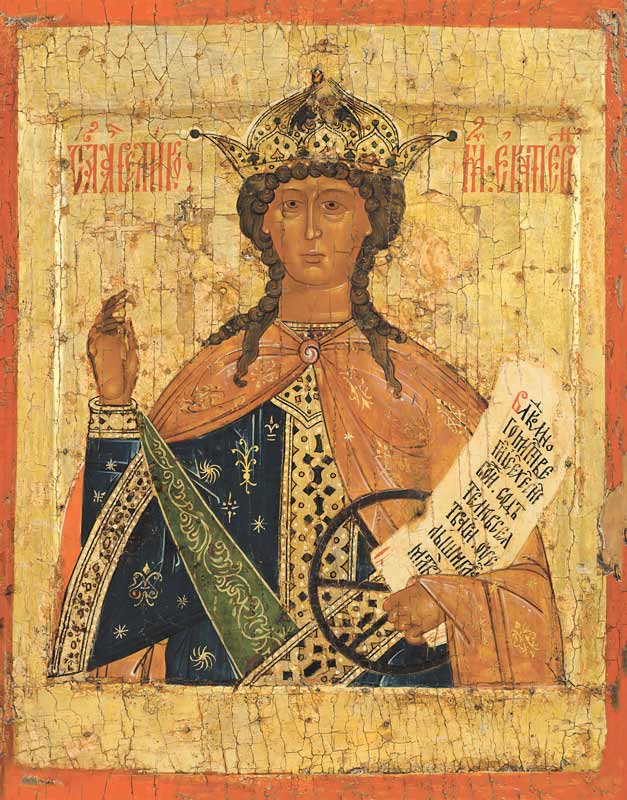
Икона святой великомученицы Екатерины

Катери́на са́нница — день в народном календаре у славян, приходящийся на 24 ноября (7 декабря). Название дня происходит от имени святой великомученицы Екатерины Александрийской. В этот день открывали санную дорогу и молодёжь каталась на санях, запряжённых украшенной лошадью, а детвора на санках с горы. Присматривались к женихам и невестам, чтобы справить свадьбу на зимний мясоед (с Зимнего свадебника до Масленицы).

## Другие названия дня
рус. Катеринин день, Катерина-санница, Екатерины-санницы, Катерина Жёнодавица, Катерины жёнодавицы, Первое катание на санях; День мученика Меркурия и св. Екатерины, Катерина, Екатерина; укр. Свято дівочої долі; бел. Кацярына, Свята Свечкi; полес. Катерина, Катерина мученица, Катеринки, Катерины; болг. Катерина Мишувина, Миша Катерина; серб. Св. Катарина, Св. Меркуриjе[страница не указана 3253 дня]; чеш. Kateřinská, Den sv. Kateřiny; пол. Katarzynki.
Название происходит от имени святой великомученицы Екатерины Александрийской.

## Обряды и поверья
Великомученице Екатерине молятся о покровительстве брака, о хороших женихах и невестах, а также при трудных родах. Преподобной Мастридии молятся об избавлении от блудной страсти.
Первое катание на санях — Екатерининское гулянье. В этот день устраивались гонки на санях. Всей деревней, стар и мал, собирались на каком-либо возвышении, пригорке, чтобы посмотреть на парней и молодых мужиков, поболеть за своих, оценить лошадей. Девушки отдавали должное женихам за их удаль, сноровку, силу.
Сани в крестьянском подворье были немалой подмогой. И все их полагалось в день Екатерины обязательно скатить с горы: и дорожные сани-обшевни, и крестьянские — дровни на полозьях березовых, и ручные саночки-салазки, чунки… Да к тому же на всех санях в день Екатерины полагалось покатать деревенский народ. Не мало было смеху и забав на Екатерину-санницу.
Девушки и парни особенно ждали Катерину Санницу. Девушки утешали себя: если любимый парень сядет в её сани и скатится с ней с горы, то «скатится с его души темнота, из-за которой его сердце было глухо и не откликнулось на девичью любовь».
На Екатерину девушки пекли колобок, или круглый хлеб, и катали его по белому убрусу. С одной стороны убруса клали ржаной колос, а с другой — платок любимого или рукавицу. При этом говорили:
Катись-катись по белому убрусу,

Как по белому снегу, катись Русью,

С пути не сбивайся, не спотыкайся,

До суженого докатись, остановись!
Вечер под Екатерину — время ворожбы девушек, мечтающих о замужестве. Говорили: «На Екатеринин день и на Андрее гадают». Например, в Киевской губернии девушки сажали молодые ветки вишни дома в кадки. Если веточка расцветала к Рождеству или Новому году — это сулило девушке скорое замужество. Украинки, русские и польки ставили в воду срезанные вишнёвые ветки и смотрели, чья ветка первой расцветёт: та первой и выйдет замуж. Парни также гадали о будущих невестах. В Боснии девушки молились святой Екатерине, чтобы она дала хорошего жениха. Катерина Санница — последняя дата перед адвентом, когда католики играли свадьбы, поэтому, например, поляки говорили «Святая Катажина потеряла ключи, святой Андрей их нашёл и запер скрипки». В Белоруссии на Катерину девчата пекли лепёшку из одной соли и съедали её перед тем как лечь спать, чтобы во сне суженый-ряженый подал воды.
В некоторых местах юго-восточной Болгарии в этот день оставляли в амбаре горсть варёного зерна для мышей, чтобы летом они не вредили посевам.
В русских святцах Святая Екатерина поминается и 24, и 25 ноября. В Русской православной церкви память святой Екатерины отмечается 24 ноября (7 декабря ), в Греции и на Западе — 25 ноября. На Западе святая Екатерина известна как покровительница учащейся молодёжи, тогда как в России в этой роли выступает святая Татиана (см. Татьянин день).

## Поговорки и приметы
- Катеринин день пришёл, катанье привёл; катайся, у кого лошадь да сани есть — на санях, а нет ни саней, ни лошадки — садись на ледянку, с горы катись![27]
- Пришла Катерина — придёт и перина (бел. Прыйшла Кацярына — прыйдзе і пярына)[10].
- Вечер под Екатерину — время ворожбы[6].
- Екатерина на санях катит к зимнему Егорию в гости (хорв. Sveta Katarina van, do Bozica misec dan)[4].
- У невесты женихов сто один, а достанется один[28].
- То не извоз, коли в путину на кнут не заработаешь[29].